# Ябран, Альфредо
Альфре́до Ябра́н (исп. Alfredo Yabrán) — аргентинский предприниматель, промышленник, миллиардер.

## Биография
Выходец из семьи арабских иммигрантов. В молодости работал помощником пекаря, продавал мороженое на улицах, торговал канцтоварами и старыми компьютерами. В 1976 году, когда власть в стране взяла военная хунта, устроился на работу в частную охранную фирму. В конце 1980-х Ябрану принадлежало несколько ведущих частных охранных агентств, земельные угодья, гостиничные сети и компания по изготовлению государственных бланков, печатавшая даже бланки паспортов. Его состояние к середине 90-х годов оценивали в три миллиарда долларов. В 1994 году министр экономики Доминго Кавальо, выступая в парламенте, назвал Ябрана главой мафии.

## Смерть
В 1998 судья[какой?] выдал ордер на арест предпринимателя по обвинению в убийстве фотографа Хосе Луиса Кабесаса. 20 мая 1998 года 53-летний Ябран застрелился в туалете собственного поместья Сан-Игнасио из охотничьей двустволки «Байкал» российского производства.